# Ефимов, Сергей Борисович
Сергей Борисович Ефимов (род. 24 апреля 1944 года, Свердловск, СССР) — советский-российский альпинист, мастер спорта СССР, мастер спорта СССР международного класса, заслуженный мастер спорта СССР (1982), шестикратный чемпион СССР по альпинизму, обладатель титула «Снежный барс», заслуженный тренер РСФСР, заслуженный тренер СССР (1989), судья всесоюзной категории по альпинизму.

## Биография
Родился 24 апреля 1944 года в Свердловске.
Закончил радиотехнический факультет Уральского политехнического института. Был удостоен ученной степени кандидата физико-математических наук, защитив кандидатскую диссертацию по теме «Температуропроводность при поверхностных слоев кремния, никеля и сплава 42 Н». Преподавательскую деятельность начал старшим научным сотрудником кафедры экспериментальной физики Уральского политехнического института в 1970—1995 годах. С 1991 года — директор Екатеринбургского альпинистского центра «Гималаи».
Был заместителем председателя Свердловской областной ФА, членом президиума ФА СССР, тренером сборной команды СССР, старшим тренером сборной команды Свердловской области после 1991 года, судьёй Всесоюзной категории по альпинизму.

## Список восхождений
Ефимов С. Б. альпинизмом начал заниматься с 1962 года и имеет следующий список восхождений:
- 1968 — первовосхождение 5а к/тр. в а/л «Дугоба» на вершину Мехнат под руководством Германа Андреева;
- 1969 — пик Революции по восточному контрфорсу;
- 1972 — пик ОГПУ по северо-западной стени 6 к/тр., бронзовая медаль в первенстве СССР в высотно-техническом классе (шёл по следам ленинградского «Локомотива», который был пройден на 10 дней раньше). удостоен звания «Мастер спорта СССР» по альпинизму;
- 1973 — пик Маяковского (6096 м), 5Б по северо-западной стене;
- 1974 — Ахмади Дониш (6645 м), по южно-западной стене (6А);
- 1977 — Мак-Кинли (Аляска);
- 1979 — пик Замин-Карор (1-яЗ, 4303 метров) по северо-западной стене (6А). Первая золотая медаль в чемпионате СССР по альпинизму;
- 1980 — пик Гаумыш (5200 метров) по центру северной стены (6А). Вторая золотая медаль в чемпионате СССР по альпинизму;
- 1981 — пик Ерыдаг (3925 метров) по левой части северо-западной стены через «зеркало» (6А). Третья золотая медаль в чемпионате СССР по альпинизму;
- 1982 — пик Энгельса (6510 метров) по северной стене (6А). Четвёртая золотая медаль в чемпионате СССР по альпинизму;
- 1982 — Эверест (8848 метров) в составе первой советской гималайской экспедиции. Первовосхождение по южно-восточной стене. На вершину Эвереста поднялся 5 мая в связке с В. Ивановым;
- 1983 — пик Блока (5239 метров). Центральный бастион С стены (6А). Пятая золотая медаль в чемпионате СССР по альпинизму;
- 1984 — пик Победы через Западную вершину;
- 1985 — пик Свободной Кореи (4740 метров), очный чемпионат СССР. Шестая золотая медаль СССР;
- 1989 — вторая советская гималайская экспедиция (был тренером). 3 мая совместно с Николаем Чёрным и Шерпом Бабу Чири[англ.] совершил восхождение на Канченджангу-Главную;
- 1990 — разведка восточного гребня Чо-Ойю. Тройка: Ефимов, Путрин, Виноградский поднялась до 5500 м;
- 1991 — руководил первой советской экспедицией на Чо-Ойю;
- 1992 — в составе экспедиции Великобритании поднялся на Нанга Парбат по западному гребню до 7000 метров;
- 1993 — руководил российско-британской экспедицией на Дхаулагири (8167 метров). Восхождение с подъёмом по ранее не пройденному маршруту — центру северной стены, без кислорода, вместе с Рик Аллен, С. Богомолов, С. Ефимов (11 мая), А. Лебедихин, И. Плотников, Б. Седусов. Восхождение было номинантом на «Золотой ледоруб-1993»;
- 1994 — руководитель экспедиции на Эверест. Попытка восхождения с Северного Седла (по классике);
- 1994 — восхождение на Мак-Кинли, высшую точку Северной Америки;
- 1995 — руководитель экспедиции на Барунцзе (7129 метров). Маршрут — Центр Западной стены — первопрохождение.
- зима 1995—1996 — восхождение на Килиманджаро, высшую точку Африки;
- 1996 — руководитель экспедиции на Аннапурну (8091 метров) по маршруту Бонингтона (неудачная попытка);
- 1997 — руководитель экспедиции на Макалу. Первопрохождение Западной стены Макалу (8463 метров) — восхождение получило приз «Золотой ледоруб-1997» за лучшее восхождение года в мире;
- 2002 — в составе ангарской экспедиции взошел на Барунцзе (Гималаи, 7200 метров);
- 2003 — в составе ангарской экспедиции на Чо-Ойю (Гималаи, 8201 метров).

## Награды
За свои достижения был неоднократно отмечен :
- 1973 — звание «Мастер спорта СССР» по альпинизму;
- 1982 — звание «Заслуженный мастер спорта СССР» по альпинизму;
- 1982 — звание «Мастер спорта СССР международного класса»
- 1982 — орден Трудового Красного Знамени «за восхождение 5 мая 1982 года на вершину Эвереста вместе с В. Ивановым»;
- титул «Снежный барс» (за восхождения на все вершины СССР высотой более 7000 метров: пики Коммунизма, Победы, Ленина, Коржневской, Хан-Тенгри);
- 1987 — звание «Заслуженный тренер РСФСР» по альпинизму;
- 1989 — звание «Заслуженный тренер СССР» по альпинизму;
- 1989 — орден Знак Почёта «за восхождение 3 мая 1989 года вместе с Чёрным и шерпа Анг Бабу на Главную вершину массива Канченджанги (8586 метров)».